# 大邱中学生自杀事件
大邱中学生自杀事件（：／）发生于2011年12月19日，大韩民国大邱广域市一名中學生（A某）因为遭受两名（B某，C某）同班同学的暴力而自杀事件。

## 资料来源
1. ↑  대구에서 친구들 괴롭힘에 중학생 투신 （页面存档备份，存于）
2. ↑  .   [2012-03-31]. （原始内容存档于2017-10-06）.